# STS-128
La STS-128 va ser una missió del programa STS de la NASA. En aquesta missió el transbordador espacial Discovery va lliurar i instal·lar el Mòdul logístic Multipropòsit (MPLM Leonardo), i el Portador de la superestructura lleugera (LMC), la tripulació de tres quarts, cuina, la segona cinta (TVIS2) i la tripulació del Sistema Nacional de Salut 2 (CHeCS 2).

## Tripulació
- Frederick W. "Rick" Sturckow (4) -  Comandant
- Kevin A. Ford (1) -  Pilot
- Patrick G.Forrester (3) - Especialista 1 de missió
- José M.Hernández (1) - Especialista de 2 de missió
- Christer Fuglesang (2) - Especialista 3 de missió
- John D. Olives (2) - Especialista 4 de missió

### Portada a l'EEIExpedició 20-21
- Nicole Stott (1) - Enginyera de vol 2

### Portat de l'EEIExpedició 20
- Timothy Kopra (1) - Enginyer de vol 2